# Piotr Parzyszek
Piotr Parzyszek (Toruń, 8 de septiembre de 1993) es un futbolista polaco que juega como delantero en el KuPS Kuopio de la Veikkausliiga.

## Selección nacional
Piotr representó a Polonia en varias categorías inferiores, debutando con la sub-21 el 12 de octubre de 2013 en un partido de clasificación al Eurocopa sub-21 de 2015 que ganaron por 2-0 a Suecia.

## Clubes
Actualizado al último partido disputado el 27 de abril de 2025.
| Club                    | País         | Año       | Partidos | Goles |
| ----------------------- | ------------ | --------- | -------- | ----- |
| De Graafschap           | Países Bajos | 2012-2014 | 52       | 29    |
| Charlton Athletic F. C. | Inglaterra   | 2014-2016 | 1        | 0     |
| Sint-Truiden (cesión)   | Bélgica      | 2014-2015 | 32       | 11    |
| Randers (cesión)        | Dinamarca    | 2015-2016 | 10       | 3     |
| De Graafschap           | Países Bajos | 2016-2017 | 50       | 28    |
| PEC Zwolle              | Países Bajos | 2017-2018 | 25       | 6     |
| Piast Gliwice           | Polonia      | 2018-2020 | 85       | 23    |
| Frosinone Calcio        | Italia       | 2020-2022 | 28       | 5     |
| Pogoń Szczecin (cesión) | Polonia      | 2021-2022 | 30       | 1     |
| C. D. Leganés           | España       | 2022-2023 | 10       | 0     |
| F. C. Emmen             | Países Bajos | 2023-2024 | 40       | 10    |
| RWDM                    | Bélgica      | 2024-2025 | 33       | 9     |
| KuPS Kuopio             | Finlandia    | 2025-     |          |       |

## Palmarés

### Títulos nacionales
| Título      | Club          | País    | Año  |
| ----------- | ------------- | ------- | ---- |
| Ekstraklasa | Piast Gliwice | Polonia | 2019 |